# سن فلیپه، یاراکوی
سن فلیپه (به اسپانیایی: San Felipe) یک شهر در ونزوئلا و مرکز ایالت یاراکوی می‌باشد. سن فلیپه ۲۲۰٬۷۸۶ نفر جمعیت دارد و ۲۵۰ متر بالاتر از سطح دریا واقع شده‌است.